# Emil Axman

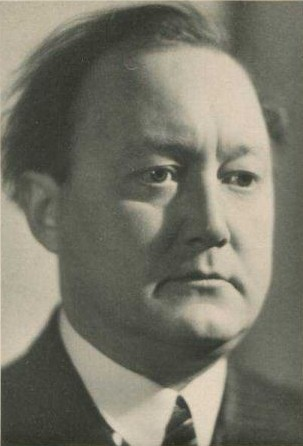
Emil Axman (vor 1939)

Emil Axman (* 3. Juni 1887 in Rattay; † 25. Januar 1949 in Prag) war ein tschechischer Musikwissenschaftler und Komponist.

## Leben und Werk
Als Kind einer musikalisch orientierten Familie begann Emil Axman früh zu komponieren. Er wurde Privatschüler im Fach Komposition von Vítězslav Novák (1908 bis 1910) und Otakar Ostrčil (1920). Er studierte Musikwissenschaft bei Zdeněk Nejedlý und Otakar Hostinský an der Prager Universität und promovierte dort mit der Studie Mähren in der tschechischen Musik des 19. Jahrhunderts.
Emil Axman wirkte ab 1913 als Musikarchivar am Prager Volksmuseum. Er schrieb Orchesterwerke (sechs Symphonien, symphonische Dichtungen, eine Sinfonietta, Suiten und Tänze), Chorwerke, Liederzyklen, Klavier-, Violin- und Cellosonaten sowie Kammermusik.